# بايتوق
مرحمت هي مدينة ومركز مقاطعة إيزباسكان في ولاية أنديجان في أوزبكستان.